# Mesochorus columbinus
Mesochorus columbinus là một loài tò vò trong họ Ichneumonidae.